# Apor-kódex

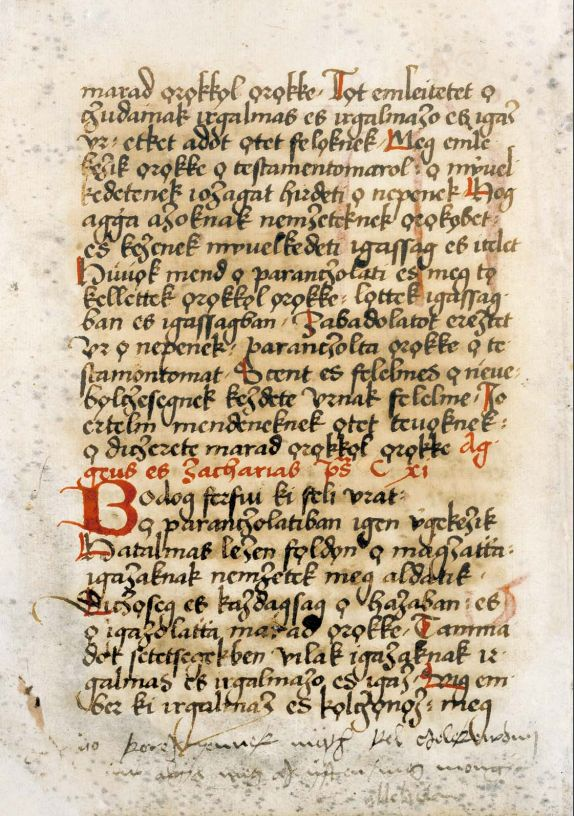
Az Apor-kódex egyik lapja

Az Apor-kódex az Erdélyi Tudományos Intézetnél hasonmáskiadásban megjelent középkori kéziratos kötet.

## Leírás
A mű a Tamás és Bálint huszita papok készítette legrégibb magyar Biblia-fordítás XV. századbeli másolatának egy részét, Dávid zsoltárait tartalmazza egyéb nyelvtörténeti szempontból becses szövegek mellett. A kódex legrégibb megállapítható tulajdonosa a Metamorphosis Transylvaniae (1736) szerzője, Apor Péter volt, s 1879-ben jelentősen megcsonkult állapotban került a sepsiszentgyörgyi múzeum tulajdonába özv. Cserey Jánosné Zathureczky Emília ajándékaként; ma is a Székely Nemzeti Múzeumban őrzik. A hasonmás kiadást bevezetéssel ellátta és közzétette Szabó Dénes (Codices Hungarici II., Kolozsvár, 1942). Tartalmaz a Czech-kódex zsoltáraiból.